# Слудовское сельское поселение
Слудовское сельское поселение — муниципальное образование в составе Чернушинского района Пермского края.
Административный центр — село Слудка.

## Географические положение
Поселение расположено в центре Чернушинского района.

## История
В декабре 2004 года в результате реформы местного самоуправления Законом Пермского края наделено статусом сельского поселения.
До 2006 года на территории поселения был Слудовской сельский совет. С 2006 года в результате реформы местного самоуправления образовано Слудовское сельское поселение.

## Население
| 2010  | 2012  | 2013  | 2014  | 2015  | 2016  | 2017  |
| ----- | ----- | ----- | ----- | ----- | ----- | ----- |
| 1276  | ↗1334 | ↗1426 | ↗1449 | ↗1450 | ↗1466 | ↗1508 |
| 2018  | 2019  |       |       |       |       |       |
| ↗1554 | ↗1574 |       |       |       |       |       |

По данным переписи 2010 года численность населения составила 1276 человек, в том числе 630 мужчин и 646 женщин.

## Населённые пункты
| Название         | Тип населённого пункта       | Население, 2010 год | Почтовый индекс | ОКАТО          |
| ---------------- | ---------------------------- | ------------------- | --------------- | -------------- |
| Слудка           | Село, административный центр | 572                 | 617 829         | 57 257 839 001 |
| Большой Березник | Деревня                      | 429                 | 617 831         | 57 257 843 002 |
| Ульяновка        | Деревня                      | 244                 | 617 830         | 57 257 813 007 |
| Верх-Кига        | Деревня                      | 31                  | 617 829         | 57 257 839 002 |

## Экономика
- ООО «Колхоз Комбайн» (с. Слудка)[13]

## Объекты социальной сферы
- дошкольные образовательные учреждения:[14]
  - Муниципальное общеобразовательное учреждение «Слудовская начальная школа-детский сад»
- учреждения здравоохранения:[15]
  - Слудовской ФАП

## Известные уроженцы
- Усанин, Илья Афанасьевич — Герой Советского Союза.
- Южанинов, Иван Васильевич — Герой Советского Союза.